# Diputado al Parlamento Europeo
Los diputados al Parlamento Europeo, generalmente conocidos como eurodiputados o europarlamentarios (a veces abreviado MEP, del inglés Member of the European Parliament, Miembro del Parlamento Europeo), son los miembros del Parlamento Europeo elegidos en las elecciones europeas cada cinco años mediante sufragio universal, directo, libre y secreto por los ciudadanos de la Unión Europea. El Parlamento es la institución de la Unión Europea que desempeña, junto con el Consejo de la Unión, los poderes legislativo y presupuestario, además de la función de control político sobre el resto de instituciones, y particularmente sobre la Comisión Europea, le corresponde en exclusiva, y a cuyo presidente y Colegio de Comisarios elige.
Libres e independientes en sus funciones políticas, no están sometidos a mandato imperativo alguno durante el ejercicio de las mismas, sin perjuicio de los compromisos que adquieran como consecuencia de su adscripción voluntaria a alguno de los grupos políticos del Parlamento Europeo. 
Según los Tratados constitutivos, el máximo de escaños permitido son 751. Actualmente está compuesto por 720 diputados, incluyendo su presidente.
De acuerdo con el principio de democracia representativa que ordena el método de gobierno comunitario, los eurodiputados representan de manera directa a los ciudadanos europeos como tales y en su conjunto, no a sus Estados de origen. Estos electores son los únicos ante quienes responden políticamente, de manera periódica, en las elecciones europeas.

## Elección
Las elecciones europeas, son los comicios legislativos en el que los ciudadanos de la Unión eligen a los diputados al Parlamento Europeo, la institución que junto al Consejo, ostenta el poder legislativo de la Unión Europea. Tiene una importante relevancia ya que el Parlamento legisla sobre cuestiones que afectan directamente a la vida cotidiana de los ciudadanos europeos, como la educación, el empleo, la sanidad, el emprendimiento, la seguridad, la migración, las políticas sociales, el medio ambiente, los derechos de los consumidores, la economía, la industria, el Estado de derecho y muchos más.  Además, tras los comicios, el Parlamento, con los nuevos grupos parlamentarios, se constituye en nueva legislatura y se elige por mayoría absoluta al presidente de la Comisión Europea y su Colegio de Comisarios, propuestos por el Consejo Europeo.
Desde sus inicios, el espíritu mismo de los Tratados fundacionales, y con posterioridad la jurisprudencia del Tribunal de Justicia de la Unión Europea, asentaron la vocación democrática del fundamento moral y jurídico de la construcción europea, que además de una unión de Estados constituye una unión de los pueblos de Europa y de sus ciudadanos. Sin embargo la consecución de esos objetivos democráticos en el proceso de integración europea ha sido arduo, pues si bien existió siempre algún tipo de representación popular a nivel continental, su designación era por lo general indirecta, y sus poderes escasos cuando no testimoniales. Así ocurría por ejemplo con la Asamblea parlamentaria de las Comunidades Europeas, luego Parlamento Europeo. Hasta 1979 no se cumplieron las previsiones de los Tratados para instaurar la elección directa de los miembros del Parlamento por los ciudadanos de los Estados miembros.

### Sistemas electorales
Los diferentes sistemas electorales en la Unión Europea no son homogéneos. Todos los países siguen un sistema proporcional —incluida Francia, que a nivel nacional tienen un sistema mayoritario—, pero existen notables diferencias locales. Aunque los Tratados fijan el objetivo de un procedimiento uniforme en todos los Estados miembros, se establece alternativamente un sistema electoral europeo basado sobre principios comunes pero abierto al desarrollo particularizado de cada Estado miembro. Este es el sistema que se ha impuesto hasta la fecha, fijándose como reglas básicas de la elección y el escrutinio los siguientes principios:
- Universalidad del sufragio (sin posibilidad de exclusión por razón de sexo, raza, pertenencia a una minoría, ni por supuesto nacionalidad, no requiriéndose la del Estado concreto en la que se ejerce el voto, y bastando con acreditar la residencia).
- Voto libre y secreto (lo segundo como garantía de lo primero).
- Voto directo (de acuerdo con el principio de democracia representativa que rige el funcionamiento de la Unión, y sin perjuicio de que la elección de los diputados se lleve a cabo en listas cerradas o abiertas).
- Atribución proporcional de los escaños en función del cómputo total de votos (descartándose el sistema electoral mayoritario, aunque permitiéndose un amplio margen para distintas apreciaciones de la idea de proporcionalidad).

En junio de 2018, el Consejo Europeo acordó cambiar la ley electoral de la Unión Europea y reformar las normas electorales, datadas de 1976. El objetivo de la reforma fue aumentar la participación en las elecciones, la comprensión de su importancia y relevancia a nivel europeo y evitar votos irregulares sin menoscabar las tradiciones constitucionales y electorales de los Estados miembros. El Parlamento Europeo dio su aprobación a la reforma el 4 de julio de 2018 y la ley fue adoptada por el Consejo Europeo el 13 de julio siguiente.
Las normas tienen entre sus puntos destacados:
- Visibilizar los partidos políticos europeos, en las papeletas de todos los Estados miembros, visibilizando el logotipo y candidato del partido político europeo, en caso de formar parte de alguno, junto al partido político estatal.
- Introducción de un umbral mínimo obligatorio para los países de la Unión Europea que repartan más de 35 escaños en circunscripción única (en el momento de la aprobación, sólo España y Alemania), que se deberá establecer entre el 3 % y el 5 %.
- Establecimiento de un plazo de 12 semanas antes de las elecciones para que los partidos políticos europeos, y los partidos políticos a nivel estatal, proclamen sus candidatos. La intención es que todos los partidos europeos nominen a su candidato a Presidente de la Comisión Europea.
- Inclusión del derecho a voto de los ciudadanos europeos que vivan fuera de la Unión Europea.
- Prohibición del doble voto para ciudadanos europeos con derecho a voto en dos países. Para ello, los estados deberán intercambiar información de sus censos electorales.

### Circunscripciones
Aunque los parlamentarios representan a los ciudadanos de la Unión en su conjunto y no a sus propios electores, son elegidos conforme a un diseño de circunscripciones electorales, sobre la base del número de eurodiputados que corresponde elegir en cada Estado miembro, fijado por Decisión del Consejo, aprobada por el Parlamento. Esta Decisión debe respetar un criterio de proporcionalidad decreciente en función de la población de cada país, con un mínimo de 6 escaños (caso de Malta) y un máximo de 96 (caso de Alemania).

## Función y facultades
Los diputados al Parlamento Europeo tienen como único mandato el que deriva de su elección, esto es, la representación de los ciudadanos de la Unión en su conjunto, y, derivativamente y en la medida de sus compromisos, el que asumió políticamente en su programa electoral. No obstante, y como prueba de la superior responsabilidad de representación democrática, al servicio del interés general, los eurodiputados son independientes en el ejercicio de sus funciones y no están sometidos a mandato imperativo alguno, ni siquiera a su programa electoral, siendo nulos de pleno Derecho los acuerdos que contravengan o condicionen el ejercicio esta independencia política individual. 
Los eurodiputados tienen la facultad de participar en las actividades y funciones legislativas, presupuestarias, consultivas y de control político que se atribuyen a la Cámara, así como de integrarse para ello en sus órganos internos de funcionamiento y organización. Pueden, por tanto, y sin ánimo exhaustivo:
- Adscribirse a uno de los grupos políticos en que se constituye políticamente el Parlamento, asumiendo con ello sus reglas de disciplina y funcionamiento interno.
- Participar, asimismo, del trabajo de las Comisiones parlamentarias, generalmente como miembros de una de ellas y suplentes en otra.
- Formar parte de una o varias delegaciones de cooperación interparlamentaria con terceros países.
- Solicitar y obtener la información adecuada para el correcto desempeño de sus funciones de control político.
- Presentar su candidatura a ocupar cualesquiera puestos y cargos internos que correspondan a los diputados.
- Pueden votar en todas las resoluciones a que esté llamado el Parlamento Europeo, pudiendo presentar enmiendas o participar de las ponencias, de acuerdo con las reglas de funcionamiento interno de la cámara.

## Asignaciones y prerrogativas
Durante el ejercicio de su mandato electoral, y en ocasiones con posterioridad al mismo, los eurodiputados gozan de determinados beneficios.

### Protocolo
Los eurodiputados gozan del mismo tratamiento que en sus Estados de origen se atribuya a los miembros del Parlamento nacional (en muchos países, entre ellos España o Italia, es oficialmente el de "Excelencia", pero se emplea el de "Señoría"). Se benefician asimismo de todos los honores y precedencias protocolarias que les corresponden como miembros representantes de la primera institución comunitaria. 
En el extranjero, y con independencia del trato protocolario acorde a su rango, que deben proporcionarles los terceros países, los eurodiputados gozan de la condición de alta autoridad, y han de ser recibidos, atendidos, informados y protegidos de acuerdo con su posición por las delegaciones diplomáticas de los Estados miembros y del Servicio Europeo de Acción Exterior.

### Privilegios especiales
Como autoridades públicas, los diputados al Parlamento Europeo gozan de los privilegios e inmunidades siguientes:
- Libertad de desplazamiento sin restricción alguna.
- Máximas facilidades aduaneras y de control de cambios.
- No pueden ser objeto de persecución, arresto o detención en razón del ejercicio de sus cargos, y son inmunes a la jurisdicción penal, salvo que medie su levantamiento por la propia cámara.

### Dotaciones personales
En el ejercicio de sus funciones y para el adecuado e informado desempeño de las mismas, los eurodiputados disponen de un importe mensual máximo de asistencia parlamentaria, con fondo al cual pueden seleccionar y contratar a su propio equipo de asistentes y asesores políticos o técnicos. En 2009 el importe mensual puesto a disposición de los legisladores (del que nunca se les hace directamente entrega) ascendía a un tope máximo de 17 540€ por diputado. No más de un cuarto de esta cantidad puede afectarse a la contratación de personal para la prestación de trabajos concretos. El resto se dedica a la contratación del personal estable de la plantilla o equipo.
Los contratos de asistentes que desempeñen sus funciones en los Estados de origen serán gestionados por terceros pagadores cualificados. Los servicios internos del Parlamento y el Tribunal de Cuentas fiscalizan estas retribuciones y gastos y supervisan el buen uso de los mismos, así como el correcto cumplimiento de las disposiciones normativas en materia fiscal y de seguridad social.

### Remuneraciones económicas
Desde la entrada en vigor del estatuto único de los diputados al Parlamento Europeo, en noviembre de 2009, todos los eurodiputados se benefician de idéntica asignación, a saber, el equivalente a un 38,5 % del salario bruto mensual de los jueces del Tribunal de Justicia de la Unión Europea. En la actualidad, esta ratio se traduce en un total de 7 665,31€ mensuales brutos. A esto deben añadirse las subvenciones a la vivienda para aquellos que transladen de modo permanente su residencia a Bruselas o Estrasburgo, o bien, alternativamente, las dietas por desplazamiento y estancia desde su lugar de residencia hasta las oficinas del Parlamento Europeo. También se les reembolsan los gastos empeñados con carácter necesario para el normal ejercicio de sus funciones (por ejemplo viajes de trabajo), previa justificación y siempre que su precio sea proporcional al servicio adquirido y a su utilidad real. Su asignación parlamentaria y el resto de remuneraciones o compensaciones económicas están sujetas a la tributación del impuesto comunitario que se aplica a todos los funcionarios de la Unión. Igualmente tienen derecho a beneficiarse de un seguro especial por los riesgos en los que incurran como consecuencia del ejercicio de sus funciones, del que deberán financiar la tercera parte.
Finalmente, los eurodiputados tienen derecho, tras la conclusión de su mandato parlamentario, a percibir una indemnización transitoria (entre 6 y 24 meses, aunque puede suspenderse anticipadamente si el exdiputado fuera designado cargo público en cualquier administración) hasta su reubicación laboral y a una pensión limitada (3,5 % de la asignación por año de mandato, desde los 63 años), que en caso de fallecimiento podrá asignarse, reducida (entre el 20 % y el 60 % de la correspondiente), a sus supérstites más cercanos. 
El coste de todas las asignaciones parlamentarias, dietas, subvenciones, reembolsos y pensiones de los eurodiputados se cubre con cargo al presupuesto del Parlamento Europeo.

## Grupos políticos
En la décima legislatura del Parlamento Europeo han sido compuestos ocho grupos políticos en el Parlamento Europeo, a los cuales hay que añadir el grupo de los no inscritos. A continuación se muestran en una tabla por orden de diputados:
| Nombre | Nombre    | Nombre | Diputados | Partido político europeo               |
| ------ | --------- | --- | --------- | -------------------------------------- |
|        | EPP Group | Grupo del Partido Popular Europeo European People's Party Group                                              | 188/720   | EPP (167) ECPM (1) Ninguno (20)        |
|        | S&D       | Grupo de la Alianza Progresista de Socialistas y Demócratas Progressive Alliance of Socialists and Democrats | 136/720   | PES (132) Ninguno (4)                  |
|        | PfE       | Patriotas por Europa Patriots for Europe                                                                     | 85/720    | P.eu (78) ECPM (1) Ninguno (6)         |
|        | ECR Group | Grupo de los Conservadores y Reformistas Europeos European Conservatives and Reformists Group                | 80/720    | ECR (52) EFA (3) ECPM (2) Ninguno (23) |
|        | RE        | Renovar Europa Renew Europe                                                                                  | 77/720    | ALDE (51) EDP (9) EPP (1) Ninguno (16) |
|        | G/EFA     | Grupo de Los Verdes/Alianza Libre Europea Greens/European Free Alliance                                      | 53/720    | EGP (39) EFA (3) Ninguno (11)          |
|        | L-GUE/NGL | La Izquierda en el Parlamento Europeo-GUE/NGL The Left in the European Parliament-GUE/NGL                    | 46/720    | ELA (18) PEL (6) Ninguno (22)          |
|        | ESN Group | Grupo Europa de las Naciones Soberanas Europe of Sovereign Nations Group                                     | 27/720    | ESN (27)                               |
|        | NI        | No inscritos Non-attached                                                                                    | 29/720    | Ninguno (29)                           |